# Ervěnice
Ervěnice (německy Seestadtl) jsou zaniklé město v okrese Most v Ústeckém kraji. Nacházelo se osm kilometrů západně od starého města Mostu v nadmořské výšce 238 metrů. Ervěnice zanikly v letech 1959–1960 při rozšiřování povrchové těžby hnědého uhlí.

## Název
Název města byl odvozen ze staroslověnského slova rъvenica, které znamenalo příkop. Postupným jazykovým vývojem se změnilo na Ervenice a ještě později na Ervěnice. Německý název Seestadtl se začal objevovat až v 16. století a souvisel s blízkostí Komořanského jezera. V historických pramenech se jméno města objevuje ve tvarech: de Ruenice (1238), in Lacu (1278), de Se (1281), de Zee (1281), Lacus (1352–1405), in Erwenicz (1371, 1380), de Erwyenycz (1384), de Erwenicze (1390), „de Zee alias de Erwenicz“ (1392), de Erwienicz (1399), de Erwenicz (1400), de Eruenycze (1400), in Erwenyczich (1417), de Erwienicz (1431), in Erweniczich (1437, 1449, 1473), Werwenice (1541), we Rweniczych (1543), See Sstetlen (1549), rweniczy (1555), Sehestetel (1562), Rwnicze (1571), Seestedlin (1585), díl Rweniczkey (1586), Rwenicze (1586), na Rwenicích (1603), Seestädtl nebo Weržmrzdicze a Weržwenicze (1787), Seestadtel (1846) a Ervěnice nebo Seestadtl (1854).

## Historie
První písemná zmínka o Ervěnicích pochází z roku 1238 a objevuje se v přídomku Alberta ze Rvenic. V Ervěnicích se nacházely dvě tvrze obývané různými majiteli z rodu pánů ze Rvenic. Starší vznikla okolo roku 1300 a zanikla ve druhé polovině 15. století. Druhá tvrz byla založena během 14. století a zanikla po roce 1519.
Na začátku 15. století byly Ervěnice rozděleny na dva díly. Menší patřil ke hradu Borek, zatímco větší náležel k jezeřskému panství. Nejpozději v roce 1421 získali část Ervěnic Smolíkové ze Slavic, kterým patřila až do konce 15. století. Někdy okolo roku 1500 ji od nich koupil Lorenc Glac ze Starého Dvora. Ten městečku potvrdil jeho stará privilegia, která král Vladislav Jagellonský roku 1515 rozšířil o právo konání dvou výročních trhů. Sňatkem s Lorencovou dcerou Annou Ervěnice získal Šebestián z Veitmile, který roku 1519 obě části Ervěnic spojil.
Dalším majitelem městečka se roku 1554 stal Kryštof z Karlovic, který mu dne 20. prosince 1568 povolil používat městský znak a pečeť. Správu města tehdy zajišťoval rychtář, devět konšelů a dva tzv. důchodní.
V roce 1571 Ervěnice koupil Bohuslav starší z Michalovic za 8 500 kop pražských grošů. Za něj se panským sídlem stal tzv. Nový dům postavený v místech pozdějšího vrchnostenského dvora. Bohuslav v městečku založil také ervěnický panský pivovar, který zde fungoval do první poloviny 17. století. Vdova po Bohuslavovi, Kateřina Rubininová ze Lvovic, panství rozšířila o Kundratice, Podhůří, Újezd a Komořany. Vladykové z Michalovic však městečku odňali jeho stará práva.
V roce 1622 bylo panství zkonfiskováno Bohuslavovi mladšímu z Michalovic za účast ve stavovském povstání. V témže roce ves koupil Vilém Popel z Lobkovic a začlenil ji do svého panství Nové Sedlo – Jezeří, v němž zůstaly Ervěnice až do roku 1848. Poté se staly samostatnou obcí v okrese Chomutov.
Po třicetileté válce v samotných Ervěnicích žilo podle berní ruly jedenáct sedláků, devatenáct chalupníků a dva zahradníci. Sedláci měli 23 potahů a chovali 21 krav, 39 jalovic 77 ovcí, 35 prasat a deset koz. Chalupníkům patřilo celkem šest potahů, 31 krav, 33 jalovic, 53 ovcí, 44 prasat a šestnáct koz. Oba zahradníci měli po jedné krávě, jalovici a koze. Jeden ze sedláků měl hospodu, jeden chalupník provozoval mlýn se dvěma koly a další dva se živili jako švec a kovář. Součástí městečka byla také tzv. Fischergasse, která byla v berní rule uvedena samostatně. V ní žil jeden sedlák, devatenáct chalupníků a jeden poddaný bez pozemků. Sedlákovi patřil jeden potah, jedna jalovice a tři prasata. Chalupníci měli dohromady šest potahů, 22 krav, 27 jalovic, jedenáct ovcí, 25 prasat a osm koz. Hlavním zdrojem obživy bylo zemědělství: pěstování pšenice, žita a chov dobytka, ale pro obyvatele Fischergasse byl důležitým zdrojem příjmů tak rybolov. Fischergasse byla k městečku připojena až 1. září 1678 na žádost Ferdinanda Viléma z Lobkovic.
Roku 1754 byly Ervěnice povýšeny na město. Jeho hospodářská situace se začala v poslední třetině 17. století zlepšovat, protože Lobkovicové mu roku 1672 vrátili stará práva a obyvatele osvobodili od většiny robotních povinností. Císař Leopold I. v roce 1677 navíc povolil konání týdenního a tří výročních trhů.

### Moderní dějiny

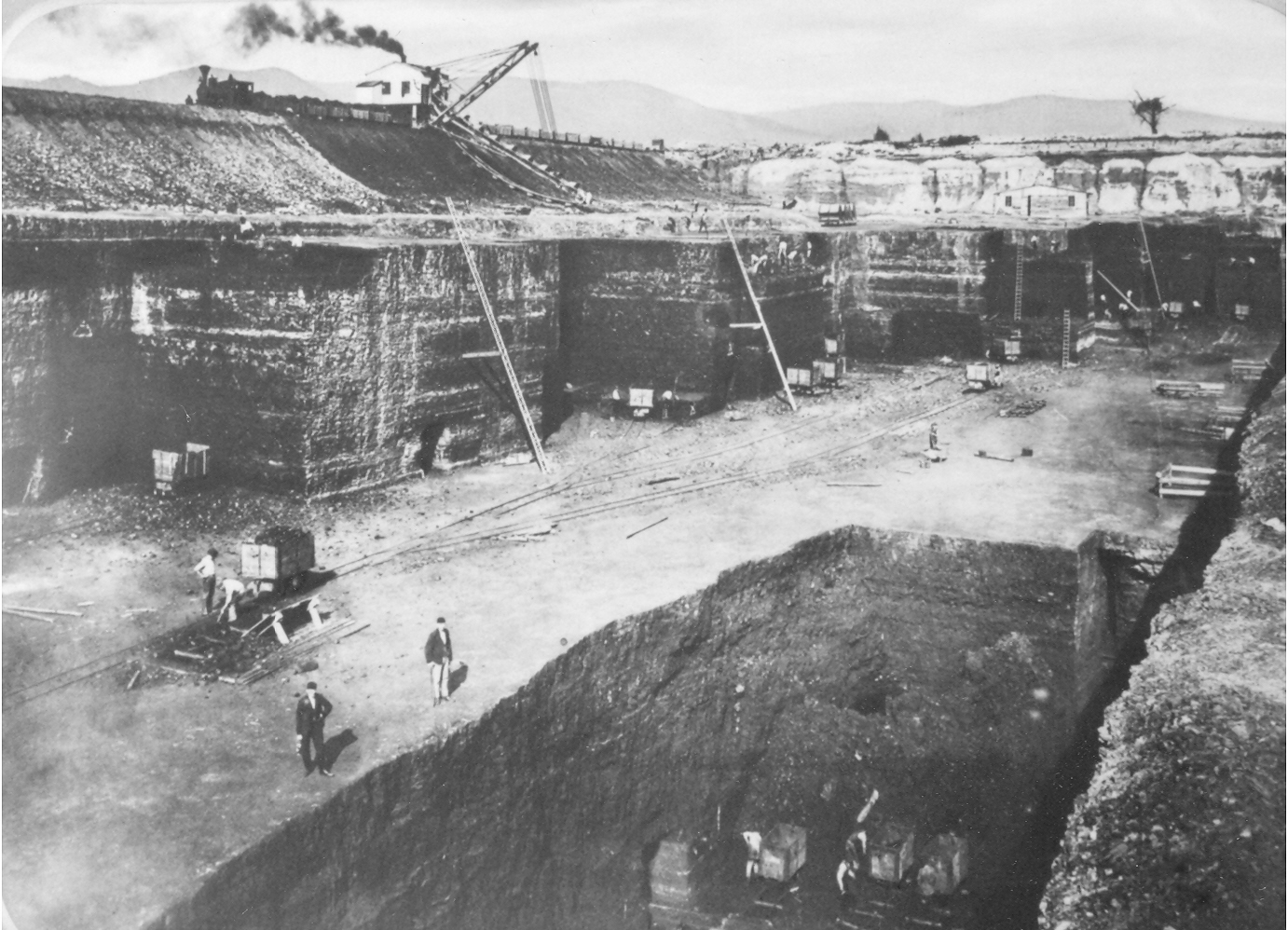
Lom Hedvika

Většinu 19. století stále převládal zemědělský charakter města. Pěstovalo se obilí, řepa, brambory, jetel, pícniny a rozšířené bývalo ovocnářství. Kníže Mořic z Lobkovic zde úspěšně provozoval ovocnou a lesní školku. Komořanské jezero však ve třicátých letech nechal Ferdinand z Lobkovic vysušit a vzniklé louky přidělil do nájmu obyvatelům Fischergasse. Ve městě bývaly tři mlýny, deset hospod a živnost mělo 74 řemeslníků a 69 obchodníků. Činnost provozovalo osmnáct spolků; z toho tři české: Dělnický spolek Májoslav, odbor Národní jednoty severočeské a Sokol.
Od konce 19. století se začal rozvíjet těžební průmysl. V katastrálním území Ervěnic byly otevřeny hnědouhelné doly Robert (1885) u nádraží, Elly (1892) a Hedvika (1902). Všechny tři doly se postupem času změnily na povrchové lomy. Lom Eliška byl spojen tři kilometry dlouhou vlečkou s železniční stanicí Jezeří. V roce 1899 došlo v dole Elly k průvalu vody, při kterém zemřeli dva horníci.
U dolu Hedvika byla v roce 1926 zprovozněna státní elektrárna Ervěnice pro pražskou rozvodnou síť. Za druhé světové války byl v prostoru elektrárny zřízen zajatecký tábor pro sovětské, francouzské a italské zajatce. Během 20. října a 16. prosince 1944 proběhly nálety, při kterých bomby ve městě zničily 34 domů a dalších 249 poškodily. Po druhé světové válce byla převážně německá obec z velké části vysídlena.
Město zaniklo v důsledku rozšiřování povrchové těžby hnědého uhlí. Během padesátých let 20. století jej obklopily Lom Československé armády a Lom Jan Šverma, které nakonec většinu města pohltily. Zůstala stát jen malá část, která byla roku 1960 připojena ke Komořanům, ale v roce 1988 zanikla i ta. Většina obyvatel se přestěhovala do jirkovské čtvrti Nové Ervěnice. V sedmdesátých letech 20. století, po vytěžení uhlí, byl přes prostor bývalého města postaven Ervěnický koridor a území rekultivováno.

## Přírodní poměry
Ervěnice stávaly v stejnojmenném katastrálním území s rozlohou 5,69 km², asi osm kilometrů západně od Mostu v nadmořské výšce okolo 252 metrů. Oblast je součástí Mostecké pánve a nachází se na rozhraní okrsků Jirkovská pánev a Komořanská kotlina. Povrch byl v okolí vesnice zcela změněn povrchovou těžbou uhlí, výstavbou Ervěnického koridoru a rekultivacemi krajiny. Městem protékala řeka Bílina, která je zde v části svého toku svedena do potrubí.
V rámci Quittovy klasifikace podnebí katastrální území Ervěnice leží v teplé oblasti T2, pro kterou jsou typické průměrné teploty −2 až −3 °C v lednu a 18–19 °C v červenci. Roční úhrn srážek dosahuje 550–700 milimetrů, počet letních dnů je 50–60, počet mrazových dnů se pohybuje mezi 100–110 a sněhová pokrývka zde leží průměrně 40–50 dnů v roce.

## Obyvatelstvo
Při sčítání lidu v roce 1921 zde žilo 4028 obyvatel (z toho 2089 mužů), z nichž bylo 1298 Čechoslováků, 2647 Němců, třináct Židů, osm příslušníků jiných národností a 62 cizinců. Většinou byli římskými katolíky, ale 84 se jich hlásilo k evangelickým církvím, šestnáct k církvi československé, 24 k izraelské, pět k jiné církvi a 951 bylo bez vyznání. Podle sčítání lidu z roku 1930 měly Ervěnice 5121 obyvatel: 2276 Čechoslováků, 2770 Němců, devět Židů, pět příslušníků jiné národnosti a 61 cizinců. Kromě členů římskokatolické církve zde žilo 122 evangelíků, 105 členů církve československé, 21 židů, třináct členů ostatních církví a 1603 lidí bez vyznání.
|           | 1869 | 1880  | 1890  | 1900  | 1910  | 1921  | 1930  | 1950  | 1961 | 1970 | 1980 |
| --------- | ---- | ----- | ----- | ----- | ----- | ----- | ----- | ----- | ---- | ---- | ---- |
| Obyvatelé | 980  | 1 334 | 1 979 | 2 962 | 3 579 | 4 028 | 5 121 | 3 372 | 178  | 116  | 98   |
| Domy      | 164  | 171   | 184   | 227   | 265   | 305   | 498   | 469   | 17   | 12   | 10   |

## Obecní správa a politika
Po zrušení patrimoniální správy se Ervěnice staly obcí v okrese Chomutov. V roce 1960 byly Ervěnice začleněny do okresu Most jako část obce Komořany. Administrativně byly Ervěnice zrušeny od 1. ledna 1988.
Dne 29. května 1938 se konaly volby do obecních zastupitelstev. Z rozdělených 3046 hlasů v Ervěnicích získaly 1392 hlasů Sudetoněmecká strana (16 mandátů), 241 hlasů Německá sociální demokracie (3 mandáty), 176 hlasů Komunistická strana Československa (2 mandáty), 733 hlasů čeští národní socialisté (9 mandátů) a 504 hlasů čeští sociální demokraté (6 mandátů).

## Školství
Školu s vlastní školní budovou Ervěnice měly od roku 1591. Novou školní budovu nechala obec postavit až v roce 1845, protože ta stará už kapacitně nestačila. Rychlý růst počtu obyvatel však způsobil nutnost postavit novou školu v letech 1892–1893. Stará školní budova od té doby fungovala jako radnice.
Vyučování v češtině po určitou dobu probíhalo už po roce 1756. Když však rodiče žádali o zřízení české školy v roce 1898, byli za podpisy žádosti vystěhováváni z bytů, a někteří dokonce i násilím z města. Podobně neuspěla ani žádost z roku 1906, za niž bylo v následujících třech letech vystěhováno sedmdesát českých rodin. Útočiště jim poskytl původem český stavitel Valenta, který je ubytoval ve svých domech s podmínkou, že mu české spolky pomohou vyrovnat dluhy, což se časem podařilo. Česká škola byla nakonec otevřena v roce 1909.

## Pamětihodnosti
- Kostel svatého Jakuba Většího, původně románský, později renesančně a barokně přestavěný. V roce 1899 kostel vyhořel a byl obnoven v pseudohistorickém slohu.[23]
- Socha svatého Antonína z konce 18. století
- Socha svatého Jana Nepomuckého z roku 1730, obnovená roku 1817 (přemístěna na náves v Malém Březně)[9]
- Socha svatého Floriána z roku 1717 (přemístěna ke kostelu svatého Jana Evangelisty v Malém Březně)[9]

## Rodáci
- Friedrich Mayer (* 1919), politik
- George Saiko (1892–1962), spisovatel a historik umění
- Ludvík Mucha (1927–2012), český kartograf, historik kartografie